# Амосов, Ярослав Александрович
Яросла́в Алекса́ндрович Амо́сов (укр. Ярослав Олександрович Амосов; род. 9 сентября 1993, Ирпень, Украина) — украинский боец смешанных боевых искусств (MMA), представитель полусредней весовой категории.
Четырёхкратный чемпион мира по боевому самбо, трехкратный чемпион Европы по боевому самбо, чемпион Евразии по профессиональному боевому самбо, обладатель Кубка Европы по боевому самбо, победитель многих первенств национального и международного значения, заслуженный мастер спорта. Чемпион мира по MMA версии GEFC среди профессионалов.
Начиная с 2012 года на профессиональном уровне выступает в ММА, известен по участию в турнирах бойцовских организаций CSFU, ECSF, GEFC, Tech-Krep FC, Bellator. Бывший чемпион Bellator в полусреднем весе.

## Биография
Ярослав Амосов родился 9 сентября 1993 года в городе Ирпень Киевской области. Активно заниматься боевым самбо начал в возрасте пятнадцати лет по наставлению отчима, проходил подготовку в киевском клубе «Гермес» под руководством тренеров Фёдора Николаевича Середюка и Вадима Михайловича Корытного.
Первого серьёзного успеха на взрослом международном уровне добился в 2012 году, когда завоевал Кубок Европы по боевому самбо. Впоследствии добился в боевом самбо значительных успехов, четырежды становился чемпионом мира по версии международной федерации WCSF (2013, 2014, 2015, 2017) и трижды чемпионом Европы по версии европейской федерации ECSF (2013, 2014, 2016). В сентябре 2014 года стал чемпионом Евразии по профессиональному боевому самбо, в финале удушающим приёмом победил опытнейшего российского бойца Шамиля Завурова. Неоднократно выигрывал чемпионаты и Кубки Украины по боевому самбо. За выдающиеся спортивные достижения в марте 2015 года удостоен почётного звания «Заслуженный мастер спорта Украины».
Одновременно с карьерой в боевом самбо Амосов регулярно выступал на соревнованиях по ММА. Один из первых его значимых поединков состоялся в августе 2013 года на турнире «Платформа S-70» в Сочи, где он удушающим приёмом сзади победил россиянина Вадима Сандульского. Дрался на турнирах различных украинских промоушенов, а с 2014 года начал сотрудничать с российской организацией Tech-Krep FC — в общей сложности одержал здесь семь побед, не потерпев при этом ни одного поражения. В частности, в поединке 2016 года против представителя Германии Роберто Солдича завоевал титул чемпиона в полусреднем весе. 18 марта защитил титул чемпиона Tech-Krep FC в полусреднем весе в поединке против бразильца Диегу Кавалканти.
12 июня 2021 года одержал победу по очкам над бразильским бойцом Дугласом Лимой и стал Чемпионом Bellator в полусреднем весе.
Является студентом Национального университета государственной налоговой службы Украины.
В 2022 году после вторжения России на Украину, вступил в ряды территориальной обороны для защиты своей страны.
В 2023 году Ярослав Амосов потерпел своё первое поражение в профессиональной карьере от ямайца Джексона. Бой длился три раунда. Имея преимущество в размахе рук, периодически претендент доставал чемпиона ударами, отражая его попытки перевести бой в борьбу. После одного из ударов Амосов упал, встал, но почти сразу же упал снова — лицом вниз. Джексон подскочил к сопернику, но рефери дал отмашку о завершении поединка.

## Статистика в профессиональном ММА
| Боёв 29  | Побед 29 | Поражений 0 |
| -------- | -------- | ----------- |
| Нокаутом | 10       | 0           |
| Сдачей   | 11       | 0           |
| Решением | 8        | 0           |

| Результат | Рекорд | Соперник             | Способ                  | Турнир                                        | Дата             | Раунд | Время | Место                          | Примечание                                                 |
| --------- | ------ | -------------------- | ----------------------- | --------------------------------------------- | ---------------- | ----- | ----- | ------------------------------ | ---------------------------------------------------------- |
| Победа    | 28-1   | Кёртис Миллендер     | Сдача (анаконда)        | Cage Fury FC 140                              | 14 марта 2025    | 1     | 4:17  | Филадельфия, Пенсильвания, США | Бой в промежуточном весе                                   |
| Поражение | 27-1   | Джейсон Джексон      | KO (удары руками)       | Bellator 301                                  | 17 ноября 2023   | 3     | 2:08  | Чикаго, США                    | Утратил титул чемпиона Bellator в полусреднем весе         |
| Победа    | 27-0   | Логан Сторли         | Единогласное решение    | Bellator 291                                  | 25 февраля 2023  | 5     | 5:00  | Дублин, Ирландия               | Защитил (1) титул чемпиона Bellator в полусреднем весе     |
| Победа    | 26-0   | Дуглас Лима          | Единогласное решение    | Bellator 260                                  | 11 июня 2021     | 5     | 5:00  | Анкасвилл, США                 | Завоевал титул чемпиона Bellator в полусреднем весе        |
| Победа    | 25-0   | Логан Сторли         | Раздельное решение      | Bellator 252                                  | 12 ноября 2020   | 3     | 5:00  | Анкасвилл, США                 |                                                            |
| Победа    | 24-0   | Марк Леммингер       | TKO (остановлен врачом) | Bellator 244                                  | 21 августа 2020  | 1     | 5:00  | Анкасвилл, США                 |                                                            |
| Победа    | 23-0   | Эд Рут               | Единогласное решение    | Bellator 239                                  | 22 февраля 2020  | 5     | 5:00  | Такервилл, США                 |                                                            |
| Победа    | 22-0   | Дэвид Рикелс         | Сдача (д'Арс)           | Bellator 225                                  | 24 августа 2019  | 2     | 4:05  | Бриджпорт, США                 |                                                            |
| Победа    | 21-0   | Эрик Силва           | Единогласное решение    | Bellator 216                                  | 16 февраля 2019  | 3     | 5:00  | Анкасвилл, США                 |                                                            |
| Победа    | 20-0   | Джеральд Харрис      | Единогласное решение    | Bellator 202                                  | 13 июля 2018     | 3     | 5:00  | Такервилл, США                 | Дебют в Bellator                                           |
| Победа    | 19-0   | Натан Оливейра       | Сдача (анаконда)        | Tech-Krep FC: Prime Selection 17              | 18 августа 2017  | 1     | 3:20  | Краснодар, Россия              | Защитил (2) титул чемпиона Tech-Krep FC в полусреднем весе |
| Победа    | 18-0   | Диегу Кавалканти     | Сдача (север-юг)        | Tech-Krep FC: Prime Selection 12              | 18 марта 2017    | 1     | 4:48  | Краснодар, Россия              | Защитил (1) титул чемпиона Tech-Krep FC в полусреднем весе |
| Победа    | 17-0   | Роберто Солдич       | Раздельное решение      | Tech-Krep FC: Prime Selection 8               | 18 июня 2016     | 3     | 5:00  | Краснодар, Россия              | Завоевал титул чемпиона Tech-Krep FC в полусреднем весе    |
| Победа    | 16-0   | Хасанбек Абдулаев    | TKO (удары руками)      | Tech-Krep FC: Южный фронт 3                   | 3 марта 2016     | 2     | 2:47  | Краснодар, Россия              |                                                            |
| Победа    | 15-0   | Максим Коновалов     | Сдача (анаконда)        | Tech-Krep FC: Битва в Сибири                  | 12 февраля 2016  | 1     | 2:34  | Новосибирск, Россия            |                                                            |
| Победа    | 14-0   | Ислам Берзегов       | Сдача (удушение сзади)  | Tech-Krep FC: Prime Selection Final           | 9 октября 2015   | 1     | 1:27  | Краснодар, Россия              | Бой в среднем весе                                         |
| Победа    | 13-0   | Диего Гонсалес       | KO (удар рукой)         | Tech-Krep FC: Prime Selection 4: Grandmasters | 24 июля 2015     | 2     | 2:38  | Краснодар, Россия              | Дебют в полусреднем весе                                   |
| Победа    | 12-0   | Равиль Рисаев        | Сдача (север-юг)        | Tech-Krep FC: Ermak Prime Challenge           | 3 апреля 2015    | 1     | 1:27  | Анапа, Россия                  |                                                            |
| Победа    | 11-0   | Автандил Гачечиладзе | Сдача (рычаг локтя)     | ECSF: Steel Warriors                          | 5 марта 2015     | 2     | 1:45  | Киев, Украина                  |                                                            |
| Победа    | 10-0   | Олег Оленичев        | Единогласное решение    | Tech-Krep FC: Battle of Heroes                | 12 декабря 2014  | 3     | 5:00  | Санкт-Петербург, Россия        |                                                            |
| Победа    | 9-0    | Борис Селанов        | TKO (удары руками)      | GEFC: Mega Fight                              | 22 ноября 2014   | 1     | 3:40  | Киев, Украина                  |                                                            |
| Победа    | 8-0    | Айдин Айхан          | TKO (удары руками)      | ECSF: Ukraine vs. Turkey                      | 18 сентября 2014 | 1     | 1:40  | Киев, Украина                  |                                                            |
| Победа    | 7-0    | Алексей Нимирович    | TKO (удары руками)      | CSFU: Voshod Open Cup                         | 26 июля 2014     | 1     | 2:40  | Киев, Украина                  |                                                            |
| Победа    | 6-0    | Андрей Шалавай       | TKO (удары руками)      | CSFU: Voshod Open Cup                         | 26 июля 2014     | 1     | 3:10  | Киев, Украина                  |                                                            |
| Победа    | 5-0    | Валерий Шпак         | Сдача (рычаг локтя)     | GEFC: Warriors Empire                         | 8 декабря 2013   | 1     | 2:50  | Киев, Украина                  |                                                            |
| Победа    | 4-0    | Вадим Сандульский    | Сдача (удушение сзади)  | League S-70: Плотформа 4                      | 17 августа 2013  | 3     | 3:03  | Сочи, Россия                   | Бой в промежуточном весе (176 фунтов)                      |
| Победа    | 3-0    | Виталий Маторника    | Сдача (удушение сзади)  | CSFU: MMA Kiev Cup 2                          | 2 апреля 2013    | 1     | 4:47  | Киев, Украина                  |                                                            |
| Победа    | 2-0    | Артём Кула           | TKO (удары руками)      | ECSF: Battle of Bessarabia                    | 24 марта 2013    | 2     | 1:36  | Кишинёв, Молдавия              |                                                            |
| Победа    | 1-0    | Виталий Майстренко   | TKO (удары руками)      | CSFU: MMA Kiev Cup                            | 14 июня 2012     | 1     | 4:49  | Киев, Украина                  | Дебют в среднем весе                                       |